# Daniel (football, 1982)
Pour les articles homonymes, voir Daniel Silva (homonymie), Silva et Daniel.
Daniel Silva dos Santos, plus communément appelé Daniel, est un footballeur brésilien né le 30 mai 1982 et mort le 10 février 2019. Il évoluait au poste de milieu défensif.

## Biographie
Daniel commence sa carrière au Brésil. Il joue tout d'abord à Cabofriense, puis au Mixto-MT, au Paysandu, à Cruzeiro et enfin à São Caetano.
En 2009, il s'expatrie au Japon et s'engage en faveur du Ventforet Kofu. Puis en 2012, il rejoint le Nagoya Grampus, toujours au Japon.

## Palmarès
- Champion de l'État du Pará en 2006 avec le Paysandu Sport Club